# Ngunnawal
 (octobre 2016).
Si vous disposez d'ouvrages ou d'articles de référence ou si vous connaissez des sites web de qualité traitant du thème abordé ici, merci de compléter l'article en donnant les références utiles à sa vérifiabilité et en les liant à la section « Notes et références ».

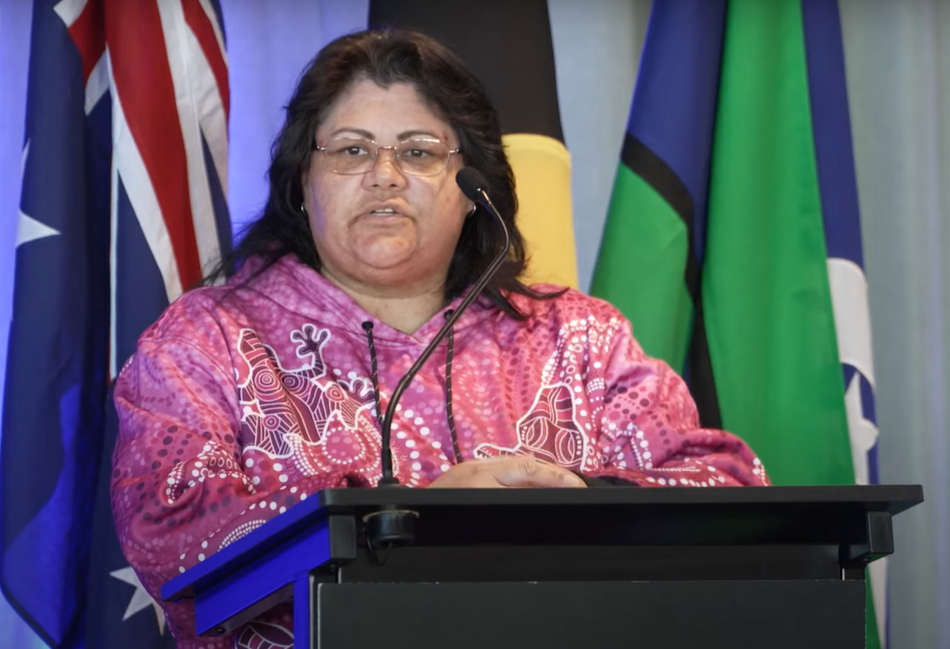
Selina Walker, issue du peuple Ngunnawal, à la conférence de réconciliation de l’ANU en 2024.

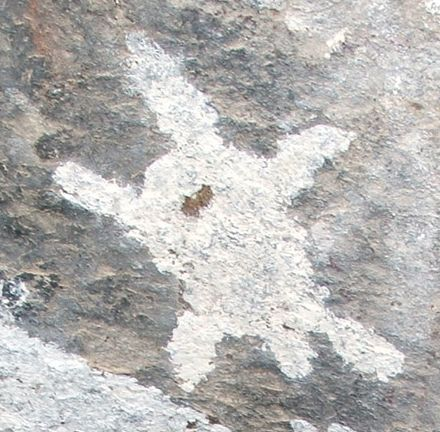
Exemple d’art ngunnawal, représentant peut-être un échidné.

Le  peuple  ou la tribu Ngunnawal  (ou Ngunawal) est une tribu aborigène d'Australie qui occupait avant l'arrivée des Européens l'actuelle région de Canberra et ses alentours dans une zone limitée approximativement par les villes de Queanbeyan, Tumut, Boorowa et Goulburn. Ils parlaient la langue ngunawal (en).
Ils étaient voisins des peuples Yuins (sur la côte), Ngarigos (qui vivaient au sud-est de Canberra), Wiradjuris (à l'ouest) et Gundungurras (au nord). 
La ville de Ngunnawal (en), dans l’arrondissement de Gungahlin, a été nommée d’après ce peuple.